# Frittenden
Frittenden – wieś w Anglii, w hrabstwie Kent, w dystrykcie Tunbridge Wells. Leży 16 km na południe od miasta Maidstone i 65 km na południowy wschód od centrum Londynu.